# NGC 115

NGC 115

NGC 115 هي مجرة حلزونية تقع في كوكبة معمل النحات (كوكبة). اكتشفها عالم الفلك البريطاني جون هيرشل في 25 سبتمبر 1834.
المجرة تبعد حوالي 85 مليون سنة ضوئية من الأرض، وحوالي 50,000 سنة ضوئية في القطر، ما يقرب من نصف حجم مجرتنا الرئيسية (درب التبانة).

## وصلات خارجية
- NGC 115 على موقع ويكي سكاي: DSS2, SDSS, GALEX, IRAS, Hydrogen α, X-Ray, Astrophoto, Sky Map, Articles and images